# Баран Сергій Петрович
Сергі́й Петро́вич Бара́н (17 жовтня 1970 — 9 вересня 2014) — молодший сержант Збройних сил України, учасник російсько-української війни.

## Життєвий шлях
Народився 1970 року в селі Богданівка (Ніжинський район, Чернігівська область). Закінчив середню школу в селі Перемога Ніжинського району, вчився у Ніжинському професійно-технічному училищі, здобув спеціальність механізатора. Строкову службу пройшов у Туркменістані прикордонником, зазнав поранення. Повернувшись додому, працював у господарстві КСП імені Прядка.
28 квітня 2014-го мобілізований, начальник складу МТЗ 13-го батальйону територіальної оборони «Чернігів-1».
З травня 2014 року брав участь у боях на сході України. 19 серпня зазнав важких поранень осколками під час обстрілу з РСЗВ «Град» у Луганській області. Спочатку Сергія лікували в Харківському госпіталі, згодом у Львові, де переніс кілька операцій. Стан залишався тяжким, врешті серце не витримало, 9 вересня він пішов із життя.
Поховали Сергія 11 вересня 2014 року на кладовищі в Богданівці, неподалік від рідної хати.
Лишились дружина, двоє синів — 1994 і 2001 р.н., і донька 2006 р.н.

## Нагороди та вшанування
За особисту мужність і героїзм, виявлені у захисті державного суверенітету та територіальної цілісності України, вірність військовій присязі під час російсько-української війни, відзначений — нагороджений
- 15 травня 2015 року — орденом «За мужність» III ступеня (посмертно)[1]
- У селі Перемога Ніжинського району на будівлі ЗОШ, де він навчався, та в селі Богданівка — на будинку, де він мешкав — встановлені меморіальні дошки його честі.
- Його портрет розміщений на меморіалі «Стіна пам'яті полеглих за Україну» в Києві: секція 4, ряд 4, місце 18
- Вшановується в меморіальному комплексі «Зала пам'яті», в щоденному ранковому церемоніалі 9 вересня[2]